# صفري (تمر)
صفري نوع من أنواع التمور في محافظة بيشة بالمملكة العربية السعودية، يمثل %6.7 من أشجار النخيل حسب النوع على مستوى المملكة، بواقع 1,900,996 نخلة، يوجد منها 847,506 نخلة في بيشة، لذا يعد المنتج الأول للتمور في المحافظة.

## نسبة السكريات
| المرحلة                | رطب    |
| النوع                  | النسبة |
| ---------------------- | ------ |
| فركتوز                 | %19.78 |
| جلوكوز                 | %21.52 |
| سكروز                  | %0.12  |
| مجموع السكريات 41.425% |        |

| المرحلة               | تمر    |
| النوع                 | النسبة |
| --------------------- | ------ |
| فركتوز                | %21.90 |
| جلوكوز                | %25.06 |
| سكروز                 | %0.50  |
| مجموع السكريات 47.06% |        |